# London Wall
London Wall er Londons gamle bymur, oprindelig anlagt af romerne til forsvar af deres strategisk vigtige havn ved Themsen, Londinium. Dele af bymuren er fortsat synlig flere steder i City of London.
London Wall er også navnet på en gade i London. Den er en øst-vestgående hovedforbindelse i City mellem Bishopsgate og Aldersgate.

## Bymuren
Bymuren havde flere porte ud mod vigtige romerske veje – fra vest mod øst: Ludgate, Newgate, Aldersgate, Cripplegate, Bishopsgate og Aldgate. Moorgate mellem Bishopsgate og Cripplegate blev bygget i middelalderen, og Londons syv porte er blevet et begreb i byens litteratur og traditioner. De fleste porte blev revet ned i anden halvdel af 1700-tallet for at give plads for den tiltagende trafik, men lever videre i gadenavne – flere af dem vigtige gennemfartsveje den dag i dag.
Ruiner af London Wall kan ses flere steder i City, blandt andet inde i bymuseet Museum of London, ved boligkomplekset Barbican og omkring Tower Hill. Den lettest tilgængelige ruin af London Wall står ved Tower Hill Station; her er også rejst en statue af den romerske kejser Trajan.
Muren er bygget i sandsten fra Kent, som blev sejlet fra Maidstone. Den havde et areal på omkring 1.3 km², var 2-3 m bred og omkring 5 m høj. På ydersiden blev der anlagt en 2 m dyb og 3-5 m bred voldgrav (fossa). Hver 60. m var muren forstærket med bastioner; den bedst bevarede står ved Barbican, lige ved kirken St Giles-without-Cripplegate.
Muren menes at være anlagt i 2. århundrede. Udbedringer og forstærkning blev foretaget lige til slutningen af det 4. århundrede, og London Wall er dermed et af de sidste større romerske byggeprojekter i Britannien. Efter at romerne trak sig ud i 410, var muren fortsat et forsvarsværk i over 1000 år. I middelalderen blev muren udbygget med krenelering og flere bastioner. I 1700- og 1800-tallet indtrådte en afgørende forfaldsperiode, dels ved forsømmelse og manglende vedligehold, dels ved nedrivning. Under 2. verdenskrig var de dele, af byen som muren går gennem, blandt de værst ramte af Tysklands blitzkrieg, og mange steder i City var resterne af romernes gamle mur det, som ragede højest op.

## Gader
London Wall domineres i dag af høje kontorblokke fra sidste halvdel af 1900-tallet, efter at den ældre bebyggelse var blevet fuldstændig lagt i grus under Blitzen. Så sent som i 1955 var London Wall i ruiner og blev brugt som location for Michael Andersons filmatisering af George Orwells 1984, med plakater med teksten "Big Brother Is Watching You" slået op på ødelagte bygninger.
Londons bymuseum (Museum of London) ligger ved rundkørslen Cross Keys Square ved enden af London Wall.